# Harding Nana
Harding Nguyep Nana (Douala, 17 gennaio 1981) è un ex cestista camerunese.

## Carriera
Con il Camerun ha disputato due edizioni dei Campionati africani (2009, 2015).